# My Secret Romance
My Secret Romance (hangul: 애타는 로맨스; rr: Aetaneun Romaenseu) é uma série sul-coreana exibida pela emissora OCN de 17 de abril a 30 de maio de 2017, estrelada por Sung Hoon e Song Ji-eun.

## Enredo
Jin-wook e Yoo-mi se encontram em um resort Gangwon-do e ficam envolvidos em uma série de mal-entendidos e acidentes. Yoo-mi ficou encantado com a personalidade esquisita e brincalhona de Jin-wook, e eles inesperadamente passaram a noite juntos. No entanto, Yoo-mi desaparece pela manhã, deixando Jin-wook se sentindo perplexo e irracionalmente com raiva.
Três anos depois, os dois se reencontram quando Yoo-mi se torna nutricionista na cafeteria da empresa, onde Jin-wook trabalha. Eles fingem não se reconhecer, enquanto lutam sua atração um pelo outro. Finalmente, Yoo-mi admite que ela se lembra do incidente.

## Elenco

### Elenco principal
- Sung Hoon como Cha Jin-wook[3]
- Song Ji-eun como Lee Yoo-mi[4]
- Kim Jae-young como Jung Hyun-tae
- Jung Da-sol como Joo Hye-ri[5]

### Elenco de apoio

#### Pessoas ao redor de Jin-wook
- Lee Kan-hee como Kim Ae-ryung, mãe de Jin-wook
- Kim Jong-goo como Cha Dae-bok, pai de Jin-wook
- Park Shin-woon como Jang Woo-jin, secretário de Jin-wook

#### Pessoas ao redor de Yoo-mi
- Nam Ki-ae como Jo Mi-hee, mãe de Yoo Mi
- Joo Sang-hyuk como Dong Goo
- Kim Si-young como Wang Bok-ja
- Im Do-yoon como Kang Je-ni
- Lee Hae-in como Jang Eun-bi
- Baek Seung-heon como Lee Shin-hwa

## Trilha sonora
1. Same (똑같아요) – Song Ji-eun, Sung Hoon
2. You Are the World of Me (너뿐인 세상) – Sung Hoon
3. You Are the World of Me (Singer Ver.) (너뿐인 세상 (Singer Ver.))– Lee Shin-sung
4. Love Song (이상해져가) – Eun Ji-won (Sechs Kies), Lee Su-hyun (I.B.I/DAYDAY), Kim Eun-bi (DAYDAY)
5. Love Is So Good – Moon Myung-mi
6. Love Is So Good (Acoustic Ver.) – Moon Myung-mi

## Episódios
| Episódio | Título                                                                           | Data de transmissão original |
| -------- | -------------------------------------------------------------------------------- | ---------------------------- |
| 1        | The Beginning Of Romance (애타는 로맨스의 서막)                                  | 17 de abril de 2017          |
| 2        | The Person Is Closer Than You Think (그 사람이 거울에 보이는 것보다 가까이 있음) | 17 de abril de 2017          |
| 3        | You've Deeply Insulted Me (넌 나에게 모욕감을 줬어)                              | 18 de abril de 2017          |
| 4        | Because We're a One Night Relationship (우린, 원나잇이니까.)                     | 24 de abril de 2017          |
| 5        | The Secret of the Jewelry Box (보석함의 비밀)                                    | 25 de abril de 2017          |
| 6        | Playing With My Heart (들었다 놨다)                                              | 1 de maio de 2017            |
| 7        | Let's Go to Work (갑시다, 일하러)                                                | 2 de maio de 2017            |
| 8        | This Is How Business Is Done (비즈니스는 이렇게)                                 | 8 de maio de 2017            |
| 9        | You're My Paderella (그대는 나의 뽕데렐라)                                       | 15 de maio de 2017           |
| 10       | Tell Me The Truth (나에게 진실을 말해)                                           | 16 de maio de 2017           |
| 11       | A Tender Farewell (다정하게, 안녕히)                                             | 22 de maio de 2017           |
| 12       | I'm the Only One Who Can't Date (나만 안 되는 연애)                              | 23 de maio de 2017           |
| 13       | It's Time to Wake Up From This Dream (이제는 꿈에서 깰 시간)                     | 29 de maio de 2017           |
| 14       | You're My World, Tonight (온통 너뿐인 세상, 투나잇)                              | 30 de maio de 2017           |